# التهاب القرنية الشوكميبي
 التهاب القرنية الشوكميبي (بالإنجليزية: Acanthamoeba keratitis)‏ هو أحد الأمراض النادرة، تغزو فيه الأميبا قرنية العين وتصيب 19 أشخاص من كل 100000 شخص، والأميبا هي إحدى الأوليات المنتشرة بكثرة، توجد في المياه والتربة ويمكن أن تصيب الجلد والعين والجهاز العصبي المركزي. يصعب علاج التهاب القرنية الشوكميبي بالعلاجات التقليدية وقد تؤدي إلى العمى بسبب إصابة القرنية أو التركيبات الأخرى اللازمة للإبصار. يعد التهاب القرنية الشوكميبي أحد الأمراض النادرة، وقد تم تمويل أحد المشاريع ليقوم بإجراء اختبارات لقياس فعالية العقاقير والمضادات الحيوية المختلفة في علاجه.

## الأسباب
الشوكميبة هي جنس من الطلائعيات تتبع فصيلة الشوكميبات من رتبة الأميبيات الوسطية، وتتواجد بكثرة في مياه الآبار والتربة وقد تتواجد في مياه الصنبور خاصة مياه الخزانات، وتتواجد في صورتين؛ الصورة النشطة (الأتروفة)، وهي الصورة الأكثر شيوعًا في المياه، والصورة الخاملة الأكثر قدرة على البقاء والأكثر مقاومة للمبيدات.
تصيب الأميبا الجهاز العصبي والجلد والجهاز التنفسي والعين، وتشيع إصابات العين لدى مستخدمي العدسات اللاصقة نتيجة للإصابات الطفيفة المتكررة التي تصيب القرنية عند ارتدائها لفترات أطول من الموصى بها، أو استخدام محلول عدسات غير معقم أو عدم تخزين العدسات بالشكل الملائم أو تنظيفها بمياه الصنبور.

## الأعراض والعلامات

### الأعراض
- ألم بالعين، وتعتمد شدته على درجة الالتهاب الذي يعاني منه المريض.
- فقدان للبصر.
- احمرار بالعين.
- دماع العين.
- رهاب الضوء.[3]
- زغللة العين.[5]

قد يعاني المريض من هه الأعراض في عين واحدة أو كليهما.

### العلامات
تنقسم العلامات إلى علامات مبكرة وأخرى متأخرة:

#### العلامات المبكرة
- ارتشاح بالعين.
- تغصنات كاذبة.
- التهاب بأعصاب القرنية.
- تقوُّض ظهارة القرنية المتكرر.

#### العلامات المتأخرة
- التهاب عميق بالقرنية يتألف من حلقة أو قرص من الارتشاح أو الخراج.
- ترقق طبقة الستروما (السدى).
- التهاب الصلبة.
- ظهور خلايا وتوهج بغرفة العين الأمامية.

## التشخيص

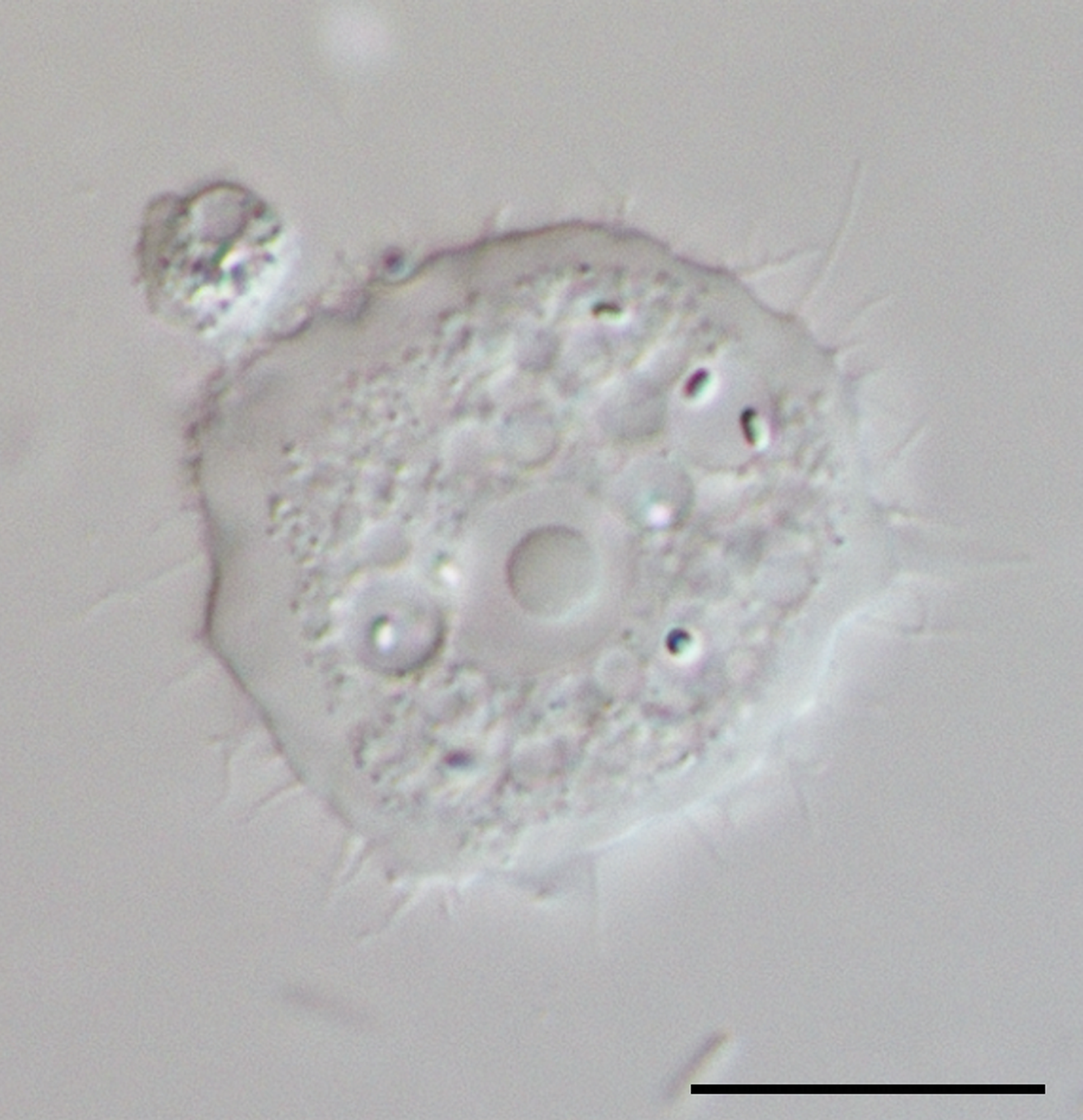
طور الأتروفة

من المهم تشخيص التهاب القرنية الشوكميبي مبكرًا للحفاظ على حدة البصر، وهو أمر على درجة من الصعوبة خاصة في المراحل الأولى نظرًا لندرة التهاب القرنية الشوكميبي مقارنةً بالتهاب القرنية البكتيري أو الفيروسي. ينبغي معرفة التاريخ المرضي للمصاب جيدًا خاصة ما يتعلق بالعدسات اللاصقة والمحلول الخاص بها أو تعرض العين لجسم غريب، وما يعانيه المريض من أعراض كالألم وزغللة العين وخلافه، ويتم التفريق المبدئي بين التهاب القرنية الشوكميبي والبكتيري عن طريق غياب إفرازات العين في الحالة الأولى.
تعتمد نتائج الفحص على مرحلة الإصابة؛ ففي المراحل المبكرة يلاحظ ظهور اعتلال القرنية النُّقَطي والزوائد الكاذبة ورواسب القرنية الظهارية وتحت الظهارية؛ مما يدفع إلى الخلط بين التهاب القرنية الشوكميبي والفيروسي الناتج عن الإصابة بفيروس الهربس البسيط وفيروس جدري الماء النطاقي. وعندما يغزو الالتهاب ستروما القرنية يظهر ما يعرف بالارتشاح الحَلَقي (في 50% من الحالات)، وقد تؤدي الإصابة إلى تقرُّح القرنية أو انثقابها وحدوث غمير قيحي في بعض الحالات.
كما يتم كشط القرنية لأخذ عينة منها وعمل مزرعة آجار وصبغها باستخدام صبغة غرام وجيمز للتفرقة بين التهاب القرنية البكتيري والشوكميبي. تنمو الأميبا في مزرعة من الآجار غير المغذي المزروع ببكتريا سلبية الغرام كالإيشيرشيا كولاي، ويتم رؤيتها تحت المجهر، ويتم تأكيد التشخيص عن طريق تفاعل البوليميراز المتسلسل، كما يعد المجهر البؤري وسيلة جيدة لتشخيص التهاب القرنية الشوكميبي في حالة عدم إمكانية أخذ عينة من القرنية.

## العلاج

### العلاج الطبي
توجد العديد من الأدوية التي تقضي على الشوكميبة في الطور النشيط (الأتروفة) كمضادات البكتيريا والفطريات والطفيليات والأورام، في حين لا يوجد عقار يقضي على الشوكميبة في طوريها النشيط والخامل ويعالج التهاب القرنية.
تعد البيغوانيدات إحدى الفئات التي تستخدم في علاج التهاب القرنية الشوكميبي كبوليهيكساميثيلين بيغوانيد في صورة نقط بتركيز 0.02% إلى 0.06%، ونقط الكلورهيكسيدين بتركيز 0.02 إلى 0.2%. تعمل هذه العقاقير على تقويض جدار خلايا الأتروفة فتقضي عليها، ونظرًا لفعالية هذه الأدوية إضافةً إلى انخفاض سميتها للقرنية؛ تستخدم كأدوية المرتبة الأولى لعلاج التهاب القرنية الشوكميبي. كما وجد أن البيغوانيدات تعمل في تآزر مع الدياميدين، مع الأخذ في الاعتبار أن الدياميدين قد يسبب ضررًا للقرنية مع الاستخدام طويل المدى. يتم علاج التهاب القرنية الشوكميبي باستخدام جرعات من البيغوانيد والدياميدين معًا، وهو ما يؤدي إلى القضاء على الشوكميبة في صورتيها النشطة والخاملة إذا تم استخدامهما في مرحلة مبكرة، ويمنع اختراقها لستروما القرنية، مع العلم بأن وجود بقايا للشوكميبة المتكيسة يرفع من احتمال تكرار العدوى. يتم استخدام الدواء في صورة نقط على سطح العين كل ساعة لمدة 24-72 ساعة على الأقل، وإذا استجاب الالتهاب للعلاج يتم اقتصار العلاج على فترات النهار فقط، ويستمر لأسابيع وشهور.
لمضادات الالتهاب اللاسترويدية الموضعية دور في علاج التهاب القرنية الشوكميبي؛ إذ تساهم في تخفيف الالتهاب الحادث للقرنية والغرفة الأمامية للعين، مما يؤدي بدوره إلى تخفيف الأعراض الناتجة عنه كالألم واضطرابات الرؤية، لكن لا ينبغي أن نغفل الأعراض الجانبية للسترويدات المتمثلة في تثبيط المناعة، والذي يؤدي إلى تفاقم العدوى؛ لذا تستخدم مضادات الالتهاب السترويدية لفترة وجيزة فقط بجانب أدوية الشوكميبة، ثم يتم إيقافها والاستمرار في استخدام مضادات الشوكميبة لأسابيع طويلة بعدها.

### العلاج الجراحي
قد يتم اللجوء إلى الإنضار الجراحي للجزء المصاب من القرنية لمنع انتشار الميكروب وإزالة الجزء الميت من القرنية، بالإضافة إلى رفع فعالية العلاج الدوائي عن طريق تعزيز تغلغل العقار في الأنسجة العميقة للقرنية. وفي حالات تقرُّح القرنية أو انثقابها أو وجود ندوب كثيرة بها قد يتم استبدالها بأخرى سليمة فيما يعرف بزرع القرنية، مع محاولة تصغير الجزء المزروع قدر الإمكان لتجنب رفض المُضيف؛ فرغم إمكانية إعادة البصر للمصاب عن طريق الجراحة، إلا أنها تحمل خطر فشل زرع القرنية أو تكرار العدوى؛ لذا ينبغي تعاطي الأدوية المضادة للشوكميبة قبل الجراحة ولأسابيع عديدة بعدها، وفي حالة ظهور علامات معاودة الإصابة يتم التأكد عن طريق عمل مزرعة، وإذا تم التحقق من الإصابة يتم تعاطي الأدوية المضادة للشوكميبة لمدة ستة أشهر.
وقد وجد أن نتائج الجراحة تكون أفضل حين تجرى لتصحيح الإبصار بعد بُرء العدوى؛ لذا ينبغي علاج الالتهاب الشوكميبي جيدًا قبل إجراء الجراحة.